# Классификация российских внутренних водных путей
Классификация российских внутренних водных путей — набор стандартов, определяющих судоходность и пропускную способность внутренних водных путей России.

## Классы внутренних водных путей по габариту
Класс внутреннего водного пути устанавливается в соответствии с межгосударственным стандартом ГОСТ 26775-97 «Габариты
подмостовые судоходных пролетов мостов на внутренних водных путях», введённого с 1 января 1998 года взамен ГОСТ 26775-85 постановлением Госстроя России от 29.07.97 № 18-42.
| Класс водного пути | Класс водного пути | Глубина судового хода, м | Глубина судового хода, м | Расчетная надводная высота судна, м | Расчетные ширина/длина состава, м | Расчетные ширина/длина состава, м |
| Класс водного пути | Класс водного пути | гарантированная          | средненавигационная      | Расчетная надводная высота судна, м | судового                          | плотового                         |
| ------------------ | ------------------ | ------------------------ | ------------------------ | ----------------------------------- | --------------------------------- | --------------------------------- |
| сверхмагистральные | I                  | >3,2                     | > 3,4                    | 15,2                                | 36/220                            | 110/830                           |
| сверхмагистральные | II                 | 2,5—3,2                  | 2,9—3,4                  | 13,7                                | 36/220                            | 75/950                            |
| магистральные      | III                | 1,9—2,5                  | 2,3—2,9                  | 12                                  | 21/180                            | 75/680                            |
| магистральные      | IV                 | 1,5—1,9                  | 1,7—2,3                  | 10,4                                | 16/160                            | 50/590                            |
| местного значения  | V                  | 1,1—1,5                  | 1,3—1,7                  | 9,6                                 | 16/160                            | 50/590                            |
| местного значения  | VI                 | 0,7—1,1                  | 0,9—1,3                  | 9,0                                 | 14/140                            | 30/470                            |
| местного значения  | VII                | <0,7                     | <0,9                     | 6,6                                 | 10/100                            | 20/300                            |

Ориентировочно, минимальная густота движения на 1 км пути равна для сверхмагистралей — 500-16000 тыс. т-км, для магистралей — 150—2500 т. т-км, для путей местного значения V класса — 50—500 тыс. т-км, и для путей местного значения VII класса, то есть малых рек, менее 100 тыс. т-км.

## Классификация по ветро-волновому режиму
В соответствии с классификацией, которая объединяет задачи обеспечения безопасности судоходства и унификации транспортного флота, внутренние водные бассейны, включая участки с морским режимом судоходства, классифицируются по разрядам «Л», «Р», «О» и «М» в зависимости от их ветро-волнового режима исходя из следующих условий:
1) в бассейнах разрядов «Л», «Р» и «О» волны 1%-ной обеспеченности высотой соответственно 0,6, 1,2 и 2,0 м имеют суммарную повторяемость (обеспеченность) не более 4 % навигационного времени;
2) в бассейнах разряда «М» волны 3%-ной обеспеченности высотой 3,0 м имеют суммарную повторяемость (обеспеченность) не более 4 % навигационного времени.
Перечни внутренних водных бассейнов России в зависимости от их разряда, а также морские районы, в которых может осуществляться эксплуатация судов смешанного (река — море) плавания, и условия эксплуатации судов устанавливаются правилами
Морские районы классифицируются по разрядам «О-ПР», «М-ПР» и «М-СП» в зависимости от их ветро-волнового режима и обеспеченности местами убежища.